# Henning Larsen (atlet)
Henning Karl Larsen (12 december 1910 i Helsingør – 11. januar 2011 i Helsingør) var en dansk atlet medlem af Helsingør IF.
I 1923 begyndte Henning Larsen som 13-årig sin idrætskarriere som fodboldspiller i Helsingør IF. Fra 1928 gik han over til atletik. I starten af 1930'erne løb han mest mellemdistancerne og terrænløb, men fra 1937 gik han over til at koncentrerede sig om de længere distancer. Det år vandt sine første danske mesterskaber, da han vandt både 5000 meter og 10.000 meter. I perioden fra 1937 til 1949 vandt han 14 DM-titler på de lange distancer. En på 5000 meter, en på 10.000 meter, fire på 20 km landevej og ni på maraton. I alt vandt han 19 danske mesterskaber og 43 sjællandsmesterskaber. I 1946 satte han med 2,38,36 dansk rekord på maraton og deltog også ved EM i Oslo, hvor han blev her nummer otte. To år senere deltog han i OL i London, hvor han fik han en 10. plads med tiden 2.41.22. På grund af en fejl fra officials løb Larsen i øvrigt en omgang for meget på Wembley som afslutning på løbet.
Han holdt op med at løbe for alvor i 1954, og så kastede han sig over brevduerne. I mange år havde han totalisator ved Sveasøjlen i Helsingør. 
Han blev også formand for Helsingør IF. 
Henning Larsen drev købmandsforretningen "Javaboden" på Stjernegade i Helsingør 1932-1964 og var med til at starte Helsingør Pigegarde i 1957. Han kunne 12. december 2010 fejre sin 100 års fødselsdag og døde på Plejehjemmet Grønnehaven en måned efter.

## Internationale mesterskaber
- 1946 EM 8. plads Maraton
- 1948 OL 10. plads Maraton

## Danske mesterskaber
Denne liste er ufuldstændig; hjælp gerne med at udfylde den.
- Guld 1950   Maraton  2,46,35
- Guld 1950   20km landevej
- Guld 1949   Maraton  2,55,38
- Guld 1948   Maraton  2,48,06
- Guld 1947   Maraton  2,51,18
- Guld 1946   Maraton  2,44,25
- Guld 1945   Maraton  3,03,07
- Guld 1944   Maraton  3,00,46
- Guld 1943   Maraton  2,42,44
- Sølv 1942   Maraton  2,58,14
- Guld 1941   Maraton  2,57,09
- Bronze 1938   10.000 meter 32,22,0
- Guld  1937   5000 meter  15,38,7
- Guld 1937   10.000 meter  32,58,1
- Bronze 1935   5000 meter 15,37,3

## Personlig rekord
- 10.000 meter: 32,22,0 1938
- 20 km landevej: 1,06,09
- Maraton: 2,38,37 Košice, Tjekkoslovakiet 28. oktober 1946